# هسن
هسن أو هِسِّن أو هَسّ (بالألمانية: Hessen)، هي إحدى ولايات ألمانيا الستة عشرة وإحدى أغناها اقتصادياً. فيها تقع مدينة فرانكفورت العاصمة الاقتصادية لألمانيا ومقر أكبر مطاراتها.

## الجغرافيا
تقع هـِـسـِّـن في وسط ألمانيا. لها حدود مع شمال الراين - وستفاليا، راينلاند بالاتينات، بادن-فورتمبيرغ، بافاريا، تورنغن وساكسونيا السفلى.
تتنوع الطبيعة الجغرافية بالولاية من سهل إلى تلال وهضاب إلى جبال. أنهر الراين، ماين، نيكار ولان تمر فيها.

## التقسيم الإداري وأهم المدن
تقسم الولاية إلى 3 مناطق إدارية والتي تقسم إلى 21 مقاطعة ريفية (Landkreise) و 5 مقاطعات مدنية (kreisfreie Städte)، ويوجد بالولاية 426 بلدية.
والمناطق الإدرية الثلاث في ولاية هسن هي 
- دارمشتات.
- غيسن.
- كاسل.

### أهم المدن
| المدينة     | الاسم بالألمانية         | المنطقة الإدارية | السكان 31. ديسمبر 2000 | السكان 30. يونيو 2005 | السكان 31. ديسمبر 2006 |
| ----------- | ------------------------ | ---------------- | ---------------------- | --------------------- | ---------------------- |
| فرانكفورت   | Frankfurt am Main        | دارمشتات         | 646.550                | 648.325               | 652.610                |
| فيسبادن     | Wiesbaden                | دارمشتات         | 270.109                | 274.318               | 275.562                |
| كاسل        | Kassel                   | كاسل             | 194.766                | 194.171               | 193.518                |
| دارمشتات    | Darmstadt                | دارمشتات         | 138.242                | 140.129               | 141.257                |
| أوفنباخ     | Offenbach am Main        | دارمشتات         | 117.535                | 119.616               | 117.564                |
| هاناو       | Hanau                    | دارمشتات         | 88.294                 | 88.792                | 88.472                 |
| ماربورغ     | Marburg                  | غيسن             | 77.390                 | 78.412                | 79.375                 |
| غيسن        | Gießen                   | غيسن             | 73.138                 | 73.351                | 73.958                 |
| فولدا       | Fulda                    | كاسل             | 62.510                 | 63.830                | 63.886                 |
| روسلسهايم   | Rüsselsheim              | دارمشتات         | 59.357                 | 59.457                | 59.203                 |
| ويتزلا      | Wetzlar                  | غيسن             | 52.608                 | 52.460                | 52.269                 |
| باد هومبورغ | Bad Homburg vor der Höhe | دارمشتات         | 52.838                 | 52.081                | 51.903                 |
| رودغاو      | Rodgau                   | دارمشتات         | 43.123                 | 43.443                | 43.325                 |
| أوبيرورزل   | Oberursel                | دارمشتات         | 42.096                 | 42.865                | 42.810                 |
| دراييش      | Dreieich                 | دارمشتات         | 40.114                 | 40.558                | 40.674                 |
| بنشايم      | Bensheim                 | دارمشتات         | 38.557                 | 39.642                | 39.521                 |
| هوفهايم     | Hofheim am Taunus        | دارمشتات         | 37.441                 | 37.852                | 38.085                 |
| ماينتال     | Maintal                  | دارمشتات         | 38.179                 | 38.157                | 37.920                 |

## الاقتصاد والبنية التحتية
معظم البنوك وشركات التأمين والخدمات الألمانية الكبرى تتخذ من فرانكفورت مقراً لها. المقر الرئيسي لمجموعة أوبل يوجد في روسلسهايم. موطن شركة الكهربائيات سيمنز هو هـِـسـِّـن أيضاً.
مطار فرانكفورت الدولي هو أكبر مطار في ألمانيا وثاني مطار أوروبياً بعد مطار هيثرو في لندن.

## التعليم والثقافة
جامعة فيليبس ـ ماربورغ، جامعة غوته في فرانكفورت، جامعة يوستوس ليبيش ـ غيسن Justus-Liebig-Universität Gießen، جامعة كاسل، جامعة دارمشتادت التقنية.
المدرسة التخصصية العليا لشمال هـِـسـِّـن، المدرسة التخصصية العليا غيسن ـ فريدبيرغ، المدرسة التخصصية العليا فيسبادن، المدرسة التخصصية العليا دارمشتادت، المدرسة التخصصية العليا فرانكفورت، المدرسة التخصصية العليا فولدا.
الأديب والفيلسوف الألماني غوته ولد في فرانكفورت.

## توأمة
لهسن اتفاقيات توأمة مع كل من:
- إميليا-رومانيا
- ويسكونسن

## أعلام
- ألكسندر كوكبورن
- ماريان كوب
- كارل ويلهلم لودفيغ بروخ
- هاينر هوفمان
- ويليام كيرتز

## وصلات خارجية
- موقع هسن الرسمي (بالألمانية)